# 新條ひな
新條 ひな（しんじょう ひな、1999年3月9日 - ）は、日本のAV女優。フォーティーフォーマネジメント所属。

## 略歴・人物
2020年12月にデビューした小柄な巨乳AV女優。
神奈川県出身。趣味はショッピング・睡眠・温泉、特技は韓国語。

## 出演作品

### アダルトDVD
- 身長148cm ぴよぴよG乳 本業/声優 新條ひな AV debut!!（12月11日、プレステージ）

- 街行く女子○生限定! “1cm1万円”のギリギリディルドチャレンジ! 「先っぽだけなら…照」とまたがったら彼氏より大きなディルドにより敏感な膣口を刺激され発情腰振りが止まらない! 自ら奥まで挿入してしまう性欲娘は、デカチンを見せつけられると、我慢できずに子宮口ほじくりピストンで 連続中出し合計10発!!（2月25日、サディスティックヴィレッジ）
- 羞恥! 男女平等参画特別推進学区 本年度より毎週月曜日は、全裸登校日とする 2021年新学期編（2月25日、サディスティックヴィレッジ）
- 「もっとオチ●ポ突いてくだしゃい!!お願いしましゅぅ〜!!」 お高くとまった意識高い系女に媚薬を盛ったら発情!!デカ尻揺らし挿入懇願!プライド喪失の激ピストン&連続中出し!!（3月19日、DOC）
- 働くドMさん×PRESTIGE PREMIUM 10（4月9日、プレステージ）
- 【小柄148cm成熟Gカップ】 未満の香り漂う小さいオマ○コに太肉棒をネジ込み弄び性交!セックス就活に耽る声優志望のお嬢様女子大生ハメ撮り（4月13日、オーロラプロジェクト・アネックス）
- 羞恥 生徒同士が男女とも全裸献体になって実技指導を行う質の高い授業を実践する看護学校実習 2021（5月20日、サディスティックヴィレッジ）
- 田舎のお嬢様学校の女子○生をさらってレイプ、射精直前に「お前より可愛い娘を今すぐ電話で呼ばないと中出しするぞ」と脅して友達を連れてこさせてその娘もレイプ、そして結局全員にナマ中出し!新旧含めVol.14（5月20日、サディスティックヴィレッジ）
- 隣の変態大家におっぱいを揉まれ毎日犯されてます（6月7日、unfinished）
- 弄ばれた姪っ子の乳首 「ピンピンにシコって疼いてる、わたしの乳首をもっと嬲って…」（6月13日、オーロラプロジェクト・アネックス）
- 低身長Gカップ! 思わず持ち上げたくなる美少女（7月25日、GENEKI）

### ネット配信
- 【初撮り】【激かわリアル声優】【ミニマムBODY×爆乳】本業：声優。身長148cmのミニマムBODYに搭載された感度良しのGカップ乳房。超スペックの美少女が魅せるファン待望の痴態は.. 応募素人、初AV撮影 175（11月21日、シロウトTV）
- 【童顔Gカップ】知育玩具VS大人のおもちゃ。豊満でバブみある美巨乳を児童向け玩具でもてあそぶ。加速する背徳感、意思とは裏腹に高まる乳頭の感度、勤務中にもかかわらず働く女の取った行動とは…!（12月23日、プレステージプレミアム）
- マジ軟派、初撮。 1576 心優しい保育士さんをナンパ成功!ふわふわのGカップおっぱいを揉んでも許してくれる女神をそのまま美味しく頂いちゃいました♪（12月31日、ナンパTV）

- 来週結婚式なのに元カレに口説かれて不倫SEXをしてしまう美巨乳若妻【しろうとハメ撮り#ひな#26歳#Gカップ(人妻)】（3月25日、MOON FORCE）
- 【配信専用】挿入より気持ち良い… 完全主観! 生マ●コ素股!!（6月3日、DOC）

### デジタル写真集
- 撮られたがるオンナ（2022年5月13日、プレステージ出版）